# Yakoma
Yakoma este un oraș în  provincia Équateur, Republica Democrată Congo. În 2012 avea o populație de 12 210 de locuitori, iar în 2004 avea 10 130.